# Andréi Lukanov
Andrei Karlov Lukanov (en búlgaro: Андрей Карлов Луканов) (en ruso: Андрей Карлович Луканов) (Moscú, 26 de septiembre de 1938 - Sofía, 2 de octubre de 1996) fue un político y diplomático búlgaro. Fue el último primer ministro de la República Popular de Bulgaria, del 8 de febrero al 7 de diciembre de 1990.

## Biografía

### Primeros años
Nació en Moscú en 1938. Su padre era Karlo Lukanov, un exiliado comunista búlgaro. Su madre era de origen judío.
Su familia regresó a Bulgaria en 1944, cuando él tenía 6 años. Su padre era una figura importante del partido y fue ministro de exteriores de 1956 a 1961. En 1963 se graduó en el Instituto Estatal de Relaciones Internacionales de Moscú.

### Carrera política
Lukanov ingresó al partido en 1963. Después de graduarse, trabajó en el Ministerio de Asuntos Exteriores (1963-1965) y en el Ministerio de Comercio Exterior (1966-1968). Trabajó en la misión búlgara de las Naciones Unidas de 1969 a 1972.
En 1987 fue nombrado ministro de Asuntos Económicos Exteriores, renunciando al cargo en 1989. Tomó parte activamente en la destitución del longevo líder Todor Zhivkov en noviembre de 1989.

### Primer Ministro de Bulgaria
Lukanov fue nombrado Primer Ministro el 8 de febrero de 1990. Al comenzar su mandato anunció que trabajaría para la implementación de reformas democráticas y la transición económica hacia un modelo de mercado. Así mismo, el Partido Comunista cambió de nombre a Partido Socialista y se efectuaron las primeras elecciones multipartidistas.
A pesar de la victoria electoral del PSB Lukanov no logró obtener una mayoría estable, por lo que intentó negociar con la oposición la formación de un gobierno de coalición, no obstante se encontró con el rechazo de buena parte de la oposición, que consideraba que el PSB, como heredero del PCB, debía responder por los crímenes políticos del pasado y por el deterioro de la economía. Pese a ello, Lukanov fue ratificado para un nuevo mandato, el cual empezó el 22 de septiembre.
La reforma económica trajo consigo una grave escasez de bienes de consumo y un aumento de la inflación, lo cual llevó a la introducción de un sistema de cupones de racionamiento. En la primavera Lukanov decretó la suspensión unilateral del pago de la deuda externa, que se efectuaba a través del Banco de Comercio Exterior: como resultado, el país quedo aislado del mercado financiero internacional, situación que se prolongaría hasta 1994, cuando tuvo lugar el ajuste de relaciones con los acreedores con ayuda del FMI. 
El 29 de agosto Bulgaria estableció relaciones con la OTAN.
Finalmente, tras una serie de protestas y una huelga general, Lukanov renunció al cargo el 7 de diciembre, siendo sustituido por un gobierno tecnocrático presidido por Dimitar Popov.
Lukanov fue arrestado el 9 de julio de 1992 acusado de malversación de fondos, aunque el caso no prospero, por lo que los cargos fueron desestimados y fue puesto en libertad el 30 de diciembre. Siguió dedicándose a la política y formando parte del PSB hasta su muerte, acusando en varias ocasiones al liderazgo del partido de "estalinista" y de querer revertir las reformas.

### Carrera empresarial
Durante su etapa en el servicio exterior, Lukanov estableció relaciones con empresarios occidentales como Robert Maxwell y participó en varios tratos de negocios polémicos.
En mayo de 1995, Lukanov ingresó al consejo de administración de Topenergy, una empresa establecida de forma conjunta entre Bulgargaz y Gazprom, no obstante, fue despedido en julio de 1996 sin explicación alguna. En 1998 Gazprom adquirió la totalidad de las acciones de Topenergy.

### Muerte
Lukanov fue asesinado el 2 de octubre de 1996 afuera de su apartamento en Sofía por un desconocido que le disparó varias veces en el pecho y la cabeza, tras lo cual huyó y nunca fue encontrado. Un empresario de la construcción llamado Angel Vassilev, que tenía vínculos con el PSB, fue arrestado y acusado de haber planeado el asesinato de Lukanov, aunque el caso finalmente fue desechado meses después tras un largo juicio.
Los verdaderos autores y motivos del asesinato siguen sin estar claros hasta el día de hoy.